# Оливос
Оливос (на испански: Olivos) е град в Аржентина, провинция Буенос Айрес. Намира се на брега на река Ла Плата, на 22 км северозападно от центъра на град Буенос Айрес. В Оливос се намира основната резиденция на президента на Аржентина. Населението му е около 76 000 души (2001).

## Личности
В Оливос е роден Фернандо Соланас (р. 1936).